# Brussels Bulls
De Brussels Bulls is een Belgisch American footballteam met thuisbasis Brussel. Het team werd in 2005 opgericht. Zij behoren met nog 8 andere Vlaamse teams tot de Flemish Football League (FFL) conferentie in de Belgian Football League (BFL).
Belgian Bowl

Gerelateerde onderwerpen: European Federation of American Football (EFAF) · American Football Bond Nederland · Tulip Bowl